# ناسازگاری دورگه‌ها
ناسازگاری دورگه‌ها یا ناسازگاری هیبریدها پدیده‌ای در گیاهان و جانوران است که بیان می‌دارد بیشتر زاده‌هایی که از تولیدمثل افراد دو گونهٔ مختلف به وجود می‌آیند، نازا یا نازیستا هستند. از دورگه‌ها در دنیای جانوری می‌توان به قاطر یا لایگر و در گیاهان به زیرگونه برنج آسیایی (Oryza sativa) اشاره کرد. مدل‌های گوناگونی برای توضیح این پدیده شکل گرفته‌اند. پژوهش‌های اخیر مهم‌ترین منبع این ناسازگاری‌ها را ژنتیکی می‌دانند. به صورتی که ترکیبی از ژن‌ها و آلل‌ها در یک دورگه سبب ایجاد این نازایی یا نازیستایی می‌شود. البته ناسازگاری‌ها صرفاً علت ژنتیکی ندارند و فاکتورهای محیطی مانند درجه حرارت نیز می‌تواند بر روی آن تأثیر بگذارد. پایه‌های ژنتیکی ناسازگاری دورگه‌ها می‌تواند به درک عوامل مؤثر بر جدایی تکاملی گونه‌ها از هم نیز کمک کند.